# Pantà dels Llacs d'Espot
El pantà dels Llacs d'Espot o d'Amitges de Ratera és un presa embassa l'estany Gran d'Amitges i desaigua pel riu ratera, de la conca del riu Noguera Pallaresa. Està situat al municipi d'Espot a la comarca del Pallars Sobirà.
La presa té 11 m d'altura i una llargada de 168 metre; la capacitat de l'embassament és de 0,76 hm³ ' està situat a 2.380 m, on molt a prop hi ha el refugi d'Amitges.
La vall d'Espot, que aflueix per la dreta a la Noguera Pallaresa (límit oriental del terme) al sector meridional de la Vall d'Àneu, en forma de vall suspesa, d'origen glacial, separada de la principal per graus de confluència. És drenada pel riu Escrita, que davalla de les valls lacustres de l'Abellar, Amitges, Ratera, Crabes i Subenuix, que conflueixen a l'estany de Sant Maurici, i per les valls afluents, per la dreta, de Monastero i de Peguera. La vall era aprofitada pel camí que accedia a la Vall de Boí des del Pallars pel portarró d'Espot (2.423 m alt), obert entre el massís de Crabes (2.790 m alt) i el de Subenuix (2.949 m alt). El sector alt de la vall, al voltant de l'estany de Sant Maurici i del massís dels Encantats, forma part del Parc Nacional d'Aigüestortes i Estany de Sant Maurici.
El bosc (pins negres i avets) ocupa prop del 50% del territori i les pastures el 20%.